# François Maugenest
Pour les articles homonymes, voir Maugenest.
François Maugenest, né à Saint-Christophe-le-Chaudry (Cher) le 17 août 1750 et mort à Viplaix (Allier) le 13 février 1814 est un homme politique français. Il fut député de l'Allier au Conseil des Cinq-Cents, puis au Corps législatif.

## Famille
François Maugenest appartient à une famille très connue dans la région depuis le XVIe siècle (descendants de Léonard Maugenest et de Charlotte des Ages). Il est le fils de Jean-François Maugenest, procureur aux justices de Culan, de La Forêt-Mauvoisin (à Courçais, Allier) et de Paslière (à Chambérat, Allier), et de Marie Anne Le Mire. Il a épousé le 10 juin 1782 à Saint-Désiré (Allier) Marie-Anne Meillet (1763-1837), sa cousine issue de germains, qui venait aussi d'une famille de notables de l'endroit.
Ils eurent plusieurs fils et leur descendance est toujours représentée. De l'aîné, Marc, descendait l'historien et ethnographe du Bourbonnais, Georges Piquand (1876-1955).
François Maugenest demeurait à Viplaix, dans son manoir des Fosses, belle demeure du XVIIIe siècle au nord du bourg. À Montluçon, il habitait au Château jaune, maison de la fin du Moyen Âge qui se trouvait au pied du château ducal, rue des Serruriers.

## Carrière
Il est d'abord avocat. Au moment de la Révolution, il est élu juge de paix à Saint-Désiré. En 1790, il est procureur-syndic du district de Montluçon. Sa modération, son courage et son habileté ne sont sans doute pas étrangers au fait que la ville n'a pas connu d'épisode sanglant. 
Le 21 germinal an V (10 avril 1797), il est élu très largement (140 voix sur 184 votants) député de l'Allier au Conseil des Cinq-Cents. Il s'opposa au projet d'exclure des fonctions publiques les ci-devant aristocrates. Il s'intéressa aux questions d'instruction publique et présenta plusieurs rapports sur ces questions. Il intervint également sur la question du partage des biens communaux.
Il se montra favorable au coup d'État du 18 brumaire. Le Sénat conservateur le désigna comme député de l'Allier au Corps législatif le 4 nivôse an VIII (25 décembre 1799) ; il y siégea jusqu'en l'an XIII (1804-1805).
Une place du centre de Montluçon porte son nom.